# Heniochus
Heniochus là một chi cá biển thuộc họ Cá bướm. Chi này được lập ra bởi Georges Cuvier vào năm 1816.

## Từ nguyên
Từ heniochus bắt nguồn từ hēníokhos (ἡνῐ́οχος) trong tiếng Hy Lạp cổ đại và có nghĩa là "người đánh xe ngựa", hàm ý đề cập đến gai vây lưng thứ tư vươn dài của loài điển hình H. macrolepidotus (= H. acuminatus) được ví như roi da của phu xe.

## Phạm vi phân bố

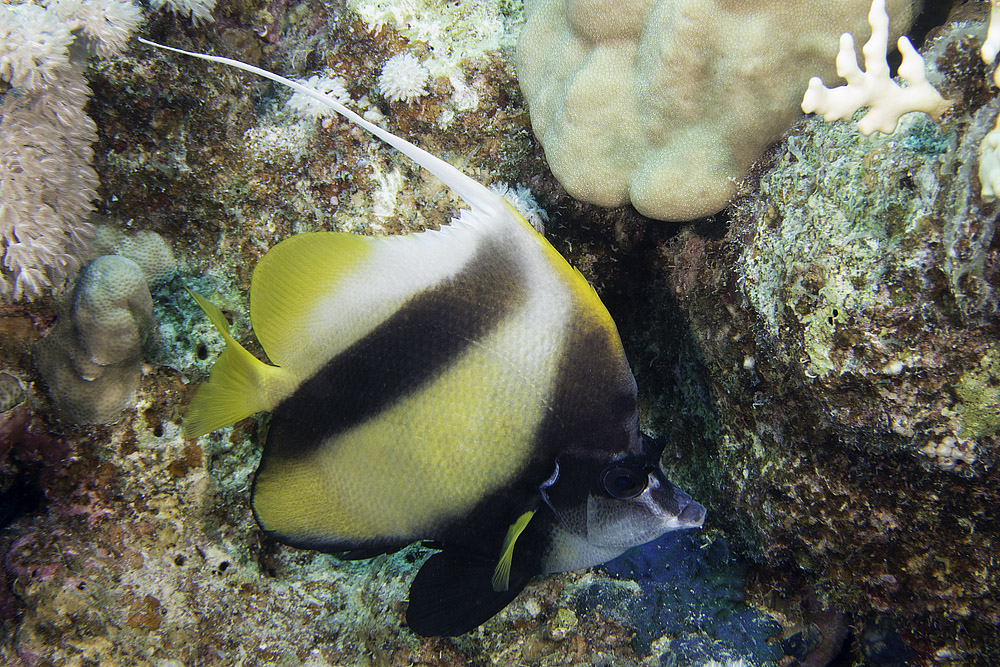
H. intermedius

Các thành viên của chi Heniochus sinh sống ở vùng biển nhiệt đới thuộc khu vực Ấn Độ Dương - Thái Bình Dương. Tuy nhiên, có hai loài từng được bắt gặp ngoài khơi bờ biển bang Florida (Hoa Kỳ), là H. acuminatus và H. intermedius.
H. acuminatus cũng đã vài lần được ghi nhận ở bờ biển đông nam Brasil, nhiều khả năng là những con cá cảnh được thả ra biển, tương tự đối với trường hợp ở Florida. Còn với H. intermedius, thông qua kênh đào Suez, nhiều cá thể của loài này đã bơi đến được Địa Trung Hải, mở rộng phạm vi của loài về phía bắc.

## Các loài
Có 8 loài được công nhận trong chi này, bao gồm:
- Heniochus acuminatus (Linnaeus, 1758)
- Heniochus chrysostomus Cuvier, 1831
- Heniochus diphreutes Jordan, 1903
- Heniochus intermedius Steindachner, 1893
- Heniochus monoceros Cuvier, 1831
- Heniochus pleurotaenia Ahl, 1923
- Heniochus singularius Smith & Radcliffe, 1911
- Heniochus varius (Cuvier, 1829)

## Hình thái chung

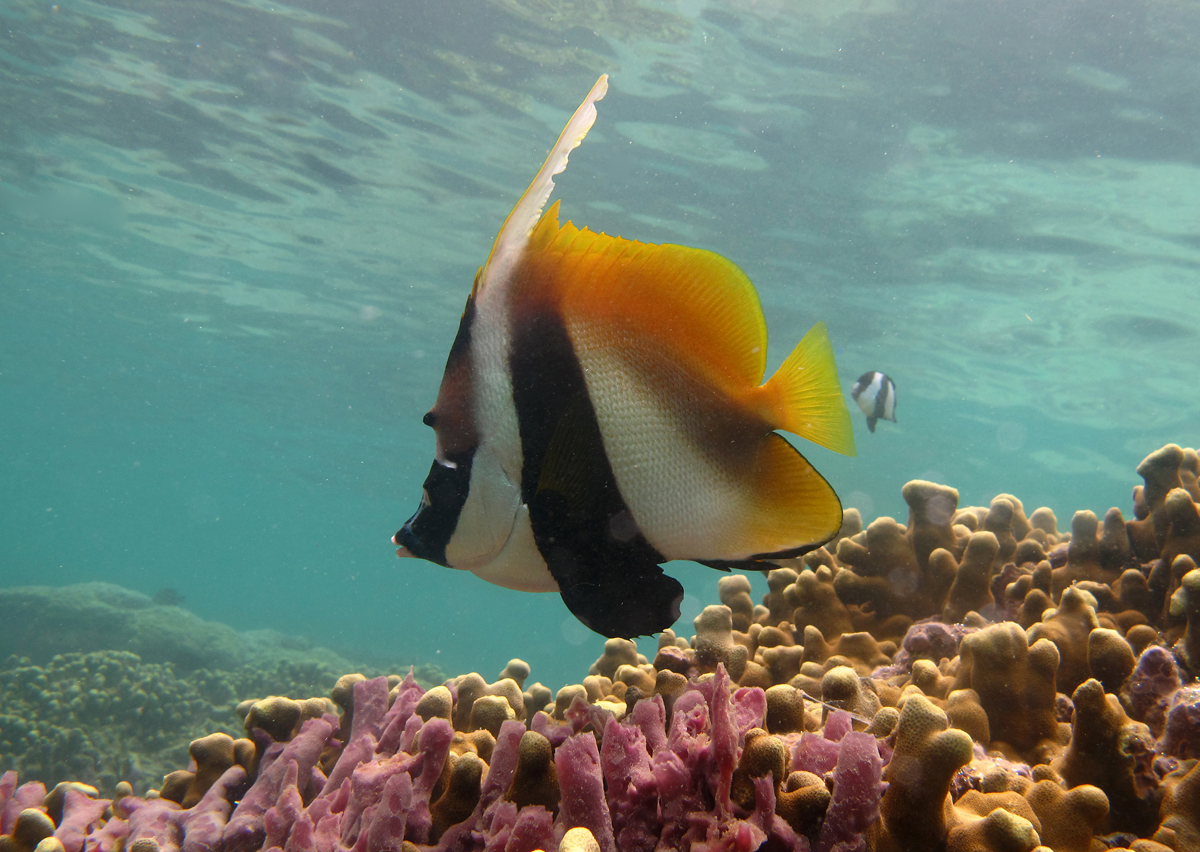
H. monoceros

Gai vây lưng thứ tư vươn dài đáng kể, có thể vượt qua chiều dài cơ thể như ở H. acuminatus và H. diphreutes, là đặc điểm nổi bật của Heniochus.
Cá thù lù (Zanclus cornutus) có kiểu hình gần giống với H. acuminatus và H. diphreutes, nhưng mõm của cá thù lù khá nhọn (và cũng dễ dàng phân biệt bằng mắt thường).
H. varius và H. pleurotaenia là hai loài có một cặp xương ngắn nhô lên ở trước mắt. Trừ H. acuminatus và H. diphreutes, 6 loài còn lại đều có một phần xương nhô lên ở trán.

## Sinh thái học

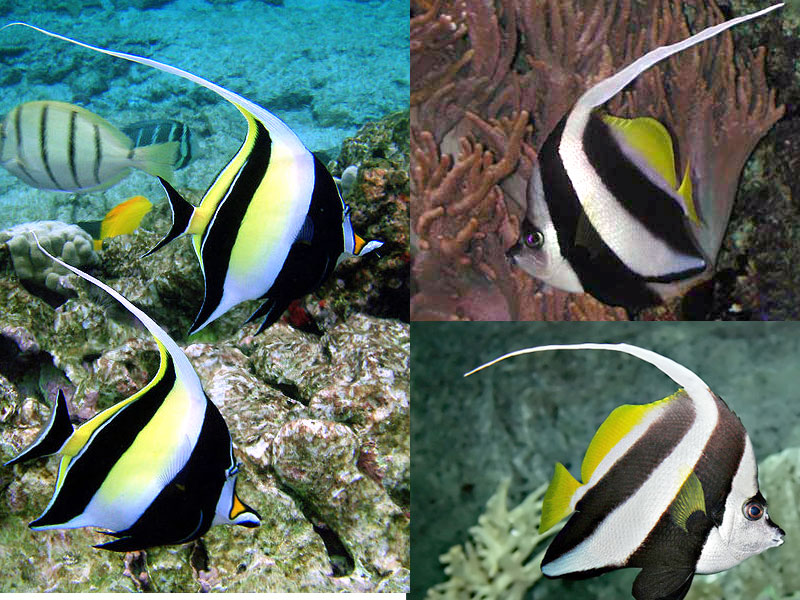
Z. cornutus (trái), H. diphreutes (phải trên) và H. acuminatus (phải dưới)

Thức ăn của Heniochus bao gồm động vật phù du và một số loài thủy sinh không xương sống như cua hoặc giun nhiều tơ. Một số loài còn có thể ăn cả san hô.
Cá trưởng thành thường bơi theo cặp, nhất là vào thời điểm sinh sản; ngoài ra chúng cũng có thể hợp thành một đàn lớn.
H. chrysostomus có thể phát ra âm thanh với tần số đo được trong khoảng từ 130 đến 180 Hz.